# Jacek Olędzki

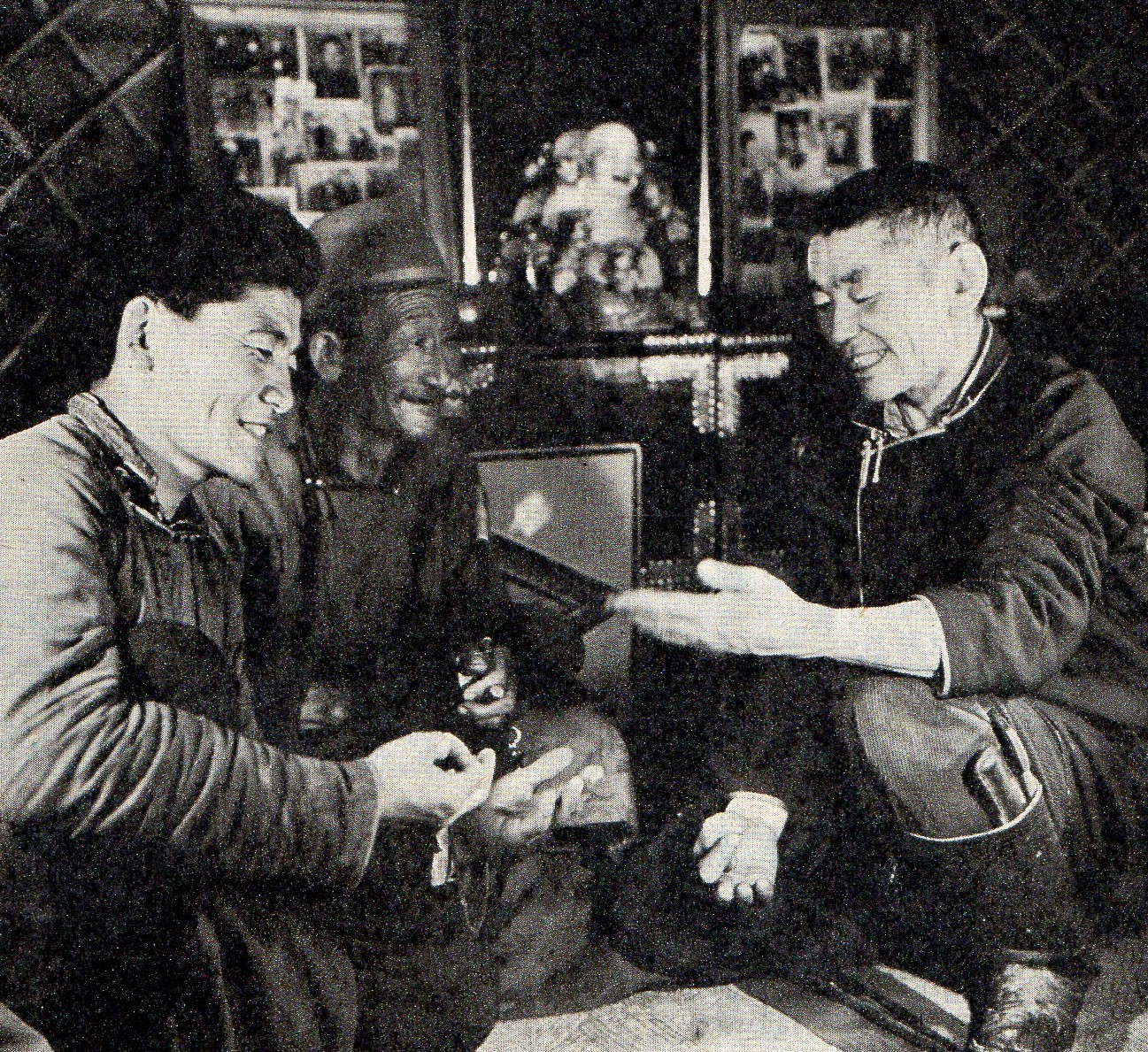
Zdjęcie pasterzy grających w kości, wykonane przez Jacka Olędzkiego podczas badań w Mongolii

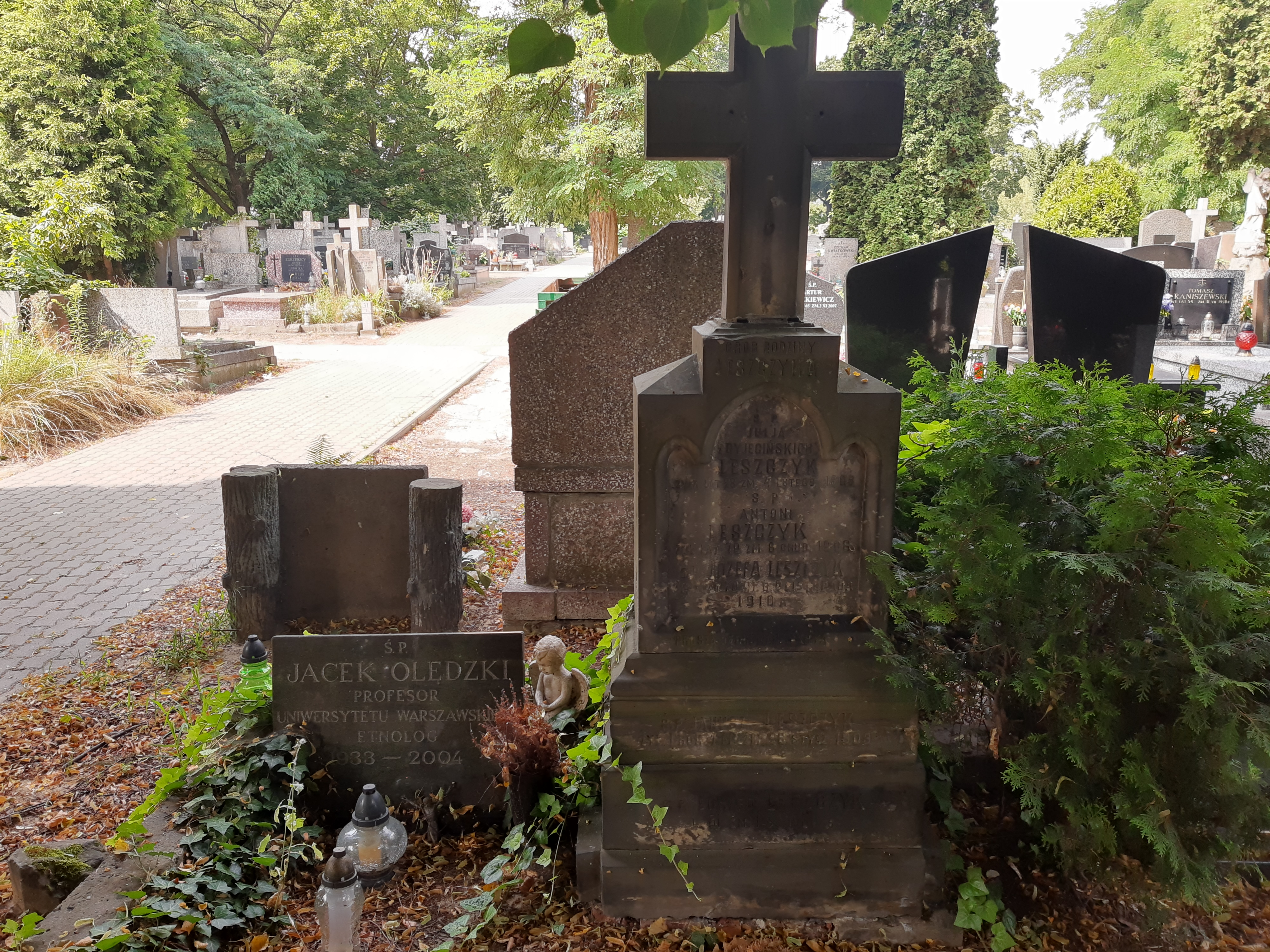
Grób Jacka Olędzkiego na cmentarzu Bródnowskim

Jacek Olędzki (ur. 18 grudnia 1933 w Warszawie, zm. 11 sierpnia 2004 tamże) – polski etnograf, antropolog kultury i etnolog, profesor Uniwersytetu Warszawskiego.

## Życiorys
W 1955 ukończył studia na Wydziale Historycznym Uniwersytetu Warszawskiego. Równolegle uczęszczał na zajęcia z historii sztuki. Wiele uwagi poświęcił społeczności i przestrzeni kurpiowskiej Puszczy Zielonej (30 pozycji). Zainteresowanie Kurpiami rozpoczęło się, gdy w latach 50. XX w. jako student uczestniczył w Międzyuczelnianym Obozie Etnograficznym prowadził badania we wsi Wach. Pracę magisterską napisaną pod kierunkiem Witolda Dynowskiego poświęcił relacjom człowieka z przyrodą na Kurpiach Zielonych. Był członkiem zespołu przygotowującego pod kierunkiem Anny Kutrzeby-Pojnarowej trzytomowe opracowanie historyczno-etnograficzne Puszczy Zielonej, pozostawił też kilka tekstów o Kurpiach. Współpracował z redakcją Polskiego Atlasu Etnograficznego we Wrocławiu.
W 1957 ukończył Studia Realizatorów Filmowych we Wrocławiu. Jako uczestnik przeglądów filmowych często zdobywał wysokie miejsca. Brał również udział w międzynarodowych przeglądach filmowych, co pozwoliło mu poznać zagranicznych etnografów. Doktorat pod kierunkiem Anny Kutrzeby-Pojnarowej, poświęcony kulturze artystycznej Puszczy Zielonej, obronił w 1965. W latach 1955–1969 był adiunktem w Zakładzie Etnografii Historii Kultury Materialnej PAN. Wykładał w Studium Afrykanistycznym UW. W latach 1967–1977 był na stażu naukowym w Senegalu. Prowadził badania w Mongolii i Afryce (Maroko, Algieria, Niger, Kamerun, Nigeria, Republika Środkowej Afryki, Tanzania, Rwanda, Kenia, Etiopia, Sudan, Egipt). W latach 1976–1977 był stypendystą Institut Fondamentale d'Afrique Noire w Dakarze. W 1986 zakończył pracę habilitacyjną, którą poświęcił kodyfikacji norm kulturowych na przykładzie Murzynowa. Współpracował z Katedrą, a następnie Instytutem Etnologii i Antropologii Kulturowej UW. Od 1974 był pracownikiem Instytutu Krajów Rozwijających się na Wydziale Geografii i Studiów Regionalnych UW (obecnie Instytut Studiów Regionalnych i Globalnych). Był inicjatorem powstania placówki muzealnej w Murzynowie. Sprawował nad nią opiekę, przeznaczając na jej utrzymanie prywatne środki finansowe.
Był ceniony za łączenie warsztatu historycznego i etnograficznego. Badał kulturę ludową, realizował filmy przedstawiające zanikającą na polskiej wsi kulturę ludową oraz religijność naturalną, a także życie w zgodzie z przyrodą. Interesowały go mirakulia i wierzenia ludzi. Wykonał 15 filmów, w tym kilka o Kurpiach. Szczególnie cenna jest dokumentacja zwyczajów związanych z wotami woskowymi w Kadzidle i Brodowych Łąkach oraz w położonej poza Kurpiami Krzynowłodze Wielkiej. Poza filmowaniem zajmował się również fotografiką. Pozostawił kilka tysięcy fotografii o tematyce etnograficznej. Z ponad 100 prac naukowych, które napisał, blisko połowa dotyczy Mazowsza. Zajmował się też ziemią chełmińsko-dobrzyńską. Publikował w dziale społeczno-kulturalnym Wydawnictwa Współczesnego oraz w „Polskiej Sztuce Ludowej – Kontekstach”.
Dzięki niemu w Murzynowie powstał pomnik Stanisława Murzynowskiego.
Został pochowany na cmentarzu Bródnowskim (kw. 29H-3-32).
Był ceniony w środowisku naukowym. Jego spuścizna jest dostępna w archiwum IEiAK UW, część jest w rękach prywatnych.

## Publikacje

### Książki (wybór)
- Sztuka Kurpiów, Zakład Narodowy im. Ossolińskich, 1970, OCLC 594651479 [dostęp 2019-08-12]. Brak numerów stron w książce
- Kultura artystyczna ludności kurpiowskiej., Zakład Narodowy im. Ossolińskich, 1971, OCLC 491714 [dostęp 2019-08-12]. Brak numerów stron w książce
- T.M. Ciołek, Wyrzeczysko. O świętowaniu w Polsce, Ludowa Spółdzielnia Wydawnicza, 1976, OCLC 897022276 [dostęp 2019-08-12]. Brak numerów stron w książce
- Murzynowo. Znaki istnienia i tożsamości kulturalnej mieszkańców wioski nadwiślańskiej XVIII–XX w., ISBN 978-83-235-0876-2, OCLC 968465158 [dostęp 2019-08-12]. Brak numerów stron w książce
- Ludzie wygasłego wejrzenia: (szkice poświęcone wybranym kulturom pierwotnym dawnego i współczesnego świata), Wydawnictwo Akademickie „Dialog”, 1999, ISBN 978-83-88238-03-1 [dostęp 2019-08-12] (pol.). Brak numerów stron w książce

## Upamiętnienie
W 2009 poświęcono mu konferencję w Państwowym Muzeum Etnograficznym w Warszawie.